# アフィク・ユノス
モハマド・アフィク・ビン・ユノス（Mohammad Afiq bin Yunos、1990年12月10日 - ）は、シンガポールの元サッカー選手。元シンガポール代表。現役時代のポジションはDF。

## 経歴
元々はSリーグのヤング・ライオンズでプレイしていた選手で、2014年にシンガポール・ライオンズXIIに移籍した。
A代表には2010 AFFスズキカップの際に初招集された。また、U-23代表には2013年の東南アジア競技大会の際に招集されている。